# Identificador único global
El identificador único global, en inglés: globally unique identifier (GUID) es un número pseudoaleatorio empleado en aplicaciones de software.
El GUID es una implementación de Microsoft de un estándar llamado universally unique identifier (UUID), especificado por la Open Software Foundation (OSF). Es esencialmente un número de 16 bytes. Los GUID se escriben empleando una palabra de cuatro bytes, tres palabras de dos bytes y un bloque de seis bytes, aunque los dos primeros aparecen separados. Por ejemplo: {3F2504E0-4F89-11D3-9A0C-0305E82C3301}.
En el Component Object Model (COM) de Microsoft, los GUID tan solo se usan para distinguir interfaces de componentes software diferentes. Esto significa que dos versiones de un componente pueden tener exactamente el mismo nombre, pero ser diferente de cara al usuario en caso de que el GUID haya cambiado.
Los GUID también se insertan en los documentos de los programas de Microsoft Office, y estos son vistos como objetos también. Incluso los flujos de audio o video en el Advanced Streaming Format (ASF) son identificados por sus GUID.

## Algoritmo
El algoritmo empleado para generar nuevos GUID ha sido ampliamente criticado. Al principio, la dirección MAC de la tarjeta de red del usuario se usaba como base para varios dígitos del identificador, lo que significa, por ejemplo, que un documento podía ayudar a averiguar qué computadora lo había creado. Este agujero en la privacidad se utilizó para localizar al creador del gusano Melissa. Después de que esto se descubriera, Microsoft cambió el algoritmo, por lo que ya no se usa la dirección MAC.

## CLSID
CLSID es un GUID de un objeto Object Linking and Embedding (OLE).